# ويتش هنتر روبن
ويتش هنتر روبن(باليابانية: ウィッチハンターロビン، بالروماجي: Witchi Hantā Robin) (بالإنجليزية: Witch Hunter Robin)‏ هو مسلسل أنمي تلفزيوني من إنتاج استوديو سنرايز، وخراج شوكو موراسي، عرض الأنمي في 2 يوليو عام 2002 واستمر عرضه حتى 24 ديسمبر عام 2002، وتكون من 26 حلقة.

## القصة
تدور أحداث القصة عن عالم مليء بالسحرة الذين أصبحوا مشكلة تهدد المجتمع، تقوم منظمة عالمية سرية تسمى STN، بمطاردة السحرة والقبض عليهم. روبن سينا هي مستخدمة سحر محترفة، ولدة في اليابان وتم تربيتها من قبل الكنيسة الرومانية الكاثوليكية في إيطاليا. تم تدريبها على استخدام سحر النار في مطاردة السحرة.

## الشخصيات
روبن سينا (باليابانية: 瀬名 ロビン، بالروماجي: Sena Robin)
مؤدية الصوت: أكينو واتانابي
آمون (باليابانية: 亜門، بالروماجي: Amon)
مؤدي الصوت: تاكوما تاكيواكا
هاروتو ساكاكي (باليابانية: 榊 晴人، بالروماجي: Sakaki Haruto)
مؤدي الصوت: جون فوكوياما
لي ميكايل (باليابانية: マイケル・リー، بالروماجي: Maikeru Rī)
مؤدي الصوت: هيرو يوكي
ميهو كاراسوما (باليابانية: 烏丸 美穂، بالروماجي: Karasuma Miho)
مؤدية الصوت: كاهو كودا
يوريكا دوجيما (باليابانية: 堂島 百合香، بالروماجي: Dōjima Yurika)
مؤدية الصوت: كيوكو هيكامي
شينتارو كوساكا (باليابانية: 小坂 慎太郎، بالروماجي: Kosaka Shintarō)
مؤدي الصوت: شيينباتشي تسوجي
تاكوما زايكين (باليابانية: 財前 琢磨، بالروماجي: Zaizen Takuma)
مؤدي الصوت: ميتشيهيرو إيكيمازو

## وصلات خارجية
- ويتش هنتر روبن على موقع بانداي البصرية المحدودة (باليابانية)
- ويتش هنتر روبن على موقع IMDb (الإنجليزية)
- ويتش هنتر روبن على موقع كينوبويسك (الروسية)
- ويتش هنتر روبن على موقع ألو سيني (الفرنسية)
- ويتش هنتر روبن على موقع قاعدة بيانات الفيلم (الإنجليزية)
- ويتش هنتر روبن على موقع ANN anime (الإنجليزية)